# Cleve
Cleve è una località dell'Australia Meridionale (Australia); sita sulla penisola di Eyre, essa si trova 280 chilometri a nord-ovest in linea d'aria della capitale statale di Adelaide ed è la sede della Municipalità di Cleve.

## Geografia fisica
La località si trova nell'entroterra della porzione centro-orientale della penisola di Eyre, occupando un'area di dolci colline perlopiù atte alla coltivazione in virtù del suolo fertile.

L'area dove attualmente sorge Cleve è rappresentata da un antichissimo strato metamorfico risalente al Proterozoico (600-2300 milioni di anni fa) a scisto, gneiss e granito noto come Gruppo di Hutchinson, a sud del quale c'è discordanza angolare con un'area di sedimento alluviale risalente al Quaternario, depositato meno di un milione di anni fa.
A est la strada Boundary Rd (che si continua verso nord nello sterrato Morley Rd fino a interrompersi) rappresenta il confine orientale con Cowell e la municipalità di Franklin Harbour, che si continua in linea retta verso nord fino all'angolo retto che rappresenta il triplo confine con Miltalie (con cui Cleve confina solo per una manciata di metri) e Mangalo (con quest'ultimo che si continua in linea retta fino alla cima della collina di Mount Nest, con il punto dove Syvertsen Road si immette in Quinn Rd che segna il confine fra le due località a nord-ovest). A ovest, Quinn Road, Broadview Rd e Taragoro Extension Rd rappresentano il confine con Rudall, che confina con Cleve anche a sud-ovest con Taragoro Rd che segna lo spartiacque fra le due località: la Cleve Verran Rd e Mccallum Rd segnano il confine con Verran a sud-ovest, e quest'ultima e Ramsey Rd (fino all'incrocio con Boundary Rd) costituisce il confine meridionale con Arno Bay.

## Storia
L'area dove oggi sorge Cleve è stata storicamente abitata dai popoli aborigeni dei Nauo e successivamente Barngarla.
I primi europei a visitare l'area furono i fratelli scozzesi James, Peter e Donald McKechnie, che vi si stabilirono nel 1853, stabilendosi a circa 43 chilometri a sud dell'attuale centro abitato e venendo raggiunti nel 1862 dalla moglie di uno dei tre: nel 1869 la morte di Peter e Donald convinse James a lasciare l'attività di allevamento di pecore da lana e a ritornare in Scozia.

L'attività venne venduta a tale George Melrose nel 1873, e nonostante l'inizio promettente (trentamila pecore tosate durante il primo anno) numerorissimi capi vennero persi a causa dei dingo negli anni a seguire: Melrose fu il primo a menzionare la presenza di conigli nella zona.
L'area venne sottoposta ad agrimensura nel 1878, con l'intenzione di stabilire un centro regionale per lo stoccaggio e lo smistamento delle crescenti quantità di lana e cereali prodotti nella zona, del quale Arno Bay avrebbe dovuto rappresentare lo scalo marittimo.

Il 6 marzo dell'anno successivo venne fondato l'insediamento, concepito a griglia quadrangolare attorniata da parchi a guisa del centro storico di Adelaide: il nome di Cleve venne scelto in omaggio alla Cleve House, sede degli uffici del capoluogo di contea del Devon (da cui proveniva la famiglia Snow, maggiorenti locali imparentati con l'allora governatore dell'Australia Meridionale William Jervois). La scuola locale venne aperta nel 1886 e da all'ora è all'avanguardia nel fornire corsi di aridocultura agli abitanti locali.

## Monumenti e luoghi d'interesse
Cleve vanta tre siti ascritti al South Australian Heritage Register:
- Yeldulknie Cottage, vecchia casa colonica sita nei pressi della diga[6];
- Yeldulknie Weir, la diga sullo Yeldulknie Creek che in passato forniva acqua al circondario[7];
- Sims Farm Homestead, antica casa colonica[8];